# خطماء خريفية
القذان (وجمعه القذذ) (بالإنجليزية: Chigger)‏ أو سوس الحصاد (بالإنجليزية: harvest mite)‏ أو الخطماء الخريفية (Trombicula autumnalis) أو بق الخريف هي نوع من السوس ومن عائلة الخطماوات. تعيش يرقاتها متطفلة، فهي تصيب الثدييات المنزلية والإنسان وبعض الطيور التي تعشش على الأرض.